# Інтегральний природний ресурс
Інтегральний природний ресурс – система (сукупність) усіх видів природних ресурсів (речовинних, енергетичних та інформаційних) як чинників життя суспільства в поєднанні з матеріальними і трудовими ресурсами. Концепцію інтегрального природного ресурсу висунув у 80-х рр. 20 ст. М. Ф. Реймерс. Він виділяв понад 70 компонентів, що входять до складу інтегрального природного ресурсу, утворюючи інтегральні й комплексні сукупності. Інтеграція компонентів всередині інтегральних природних ресурсів визначається тим, що якісні чи кількісні зміни одного з ресурсів (чинників) обов’язково зумовлюють більш або менш помітні зміни кількості чи якості інших ресурсів. Важливу роль в інтегральних природних ресурсах відіграють інформаційні фактори, що становлять основу відтворення особистісної сутності людини. До складу ресурсів М. Ф. Реймерс відносив також різні види порушення (забруднення) середовища, які перетворюються на невід’ємні компоненти реальних екосистем.